# Tuinkamperfoelie
Tuinkamperfoelie (Lonicera caprifolium) is een klimplant die behoort tot de kamperfoeliefamilie (Caprifoliaceae). De botanische naam van de soort is gepubliceerd in 1753 door Linnaeus in Species plantarum.
De soort wordt als sierplant gebruikt in tuinen en parken, maar komt ook verwilderd voor in bossen en heggen. Het is een stinsenplant. Tuinkamperfoelie komt van nature voor in Zuidoost-Europa en West-Azië en heeft zich van daaruit verspreid door geheel Europa, de Kaukasus, Klein-Azië en de Zuid-Amerikaanse Andes. De wortels hebben een schaduwrijke, vochtige bodem nodig.

## Beschrijving
Tuinkamperfoelie is een rechtswindende, zomergroene, verhoutende klimplant, die zonder klimmateriaal tot twee meter hoog kan groeien. Met behulp van klimmateriaal kan de plant 6 tot 10 meter omhoog en tot 3 meter in de breedte groeien. De jonge, holle twijgen hebben afstaande haren, die later verdwijnen. De bast is witachtig berijpt. De groene, 4 tot 8 centimeter lange bladeren zijn eirond tot omgekeerd-eirond. De bovenste bladeren hebben geen bladsteel en zijn paarsgewijs vergroeid.
Tuinkamperfoelie bloeit van mei tot juli met zoet geurende bloemen. In de schijnkransen en in een zittend hoofdje kunnen tot 12 bloemen zitten. De hoogtebladeren zijn paarsgewijs vergroeid. De tweeslachtige, vijftallige, trompetvormige bloemen zijn geel tot wit en vaak rood aangelopen. Na het openspringen van de rode buizen komen de stempels vrij. De bloem heeft vijf meeldraden. De bestuiving gebeurt door insecten.
Aan het eind van de zomer verschijnen de knalrode, 8 mm grote, licht giftige bessen. De verspreiding gebeurt door vogels.

## Ecologie
De nectarrijke bloemen worden bezocht door onder andere nachtvlinders, pijlstaarten.
Tuinkamperfoelie parasiteert niet, maar belast de dragende plant door zijn gewicht en beschaduwing en het innemen van ruimte.

## Belangrijke inhoudstoffen
Saponine, cyanogeen glycoside, alkaloïden (xylosteïne, xylostosidine), flavonoïde, fenolische verbindingen.

## Vroeger gebruik
Een aftreksel van de wortels werd vroeger gebruikt als blauwe kleurstof.